# Benedettine di Priscilla
Le benedettine di Priscilla sono un istituto religioso femminile di diritto pontificio.

## Storia

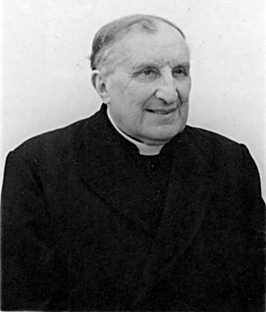
Giulio Belvederi, fondatore della congregazione

Le origini della congregazione risalgono alla comunità delle sorelle dei poveri di Santa Caterina da Siena che aveva sede presso le catacombe di Priscilla a Roma: desiderando condurre una vita maggiormente contemplativa e di tipo benedettino, sotto la direzione di Giulio Belvederi, il 21 ottobre 1936 ventisette religiose si staccarono dall'istituto e diedero inizio alla nuova congregazione.
La stesura delle costituzioni fu affidata a Teodoro Suhr, priore dell'abbazia benedettina di San Girolamo in Urbe; il testo fu approvato dal cardinale Donato Raffaele Sbarretti Tazza, vescovo suburbicario di Sabina e Poggio Mirteto, che eresse canonicamente la congregazione il 20 gennaio 1937.
Nel 1940 una comunità di religiose della congregazione si staccò dall'istituto e, presso l'antica abbazia degli Umiliati di Viboldone, costituì un monastero di benedettine.
L'istituto ottenne il pontificio decreto di lode il 10 febbraio 1948 e il 21 marzo 1975 fu aggregato alla confederazione benedettina.

## Attività e diffusione
Le suore collaborano all'attività scientifica promossa dalla Santa Sede nel campo dell'archeologia sacra e delle antichità cristiane attraverso la stampa, la promozione di convegni, la guida nelle catacombe; inoltre, confezionano paramenti e arredi liturgici e organizzano ritiri spirituali.
Oltre che presso le catacombe di Priscilla, le suore sono presenti presso la Casa della Risurrezione di Montefiolo a Casperia e presso la Chiesa e la casa dell'Immacolata a San Felice Circeo; la sede generalizia è sulla via Salaria a Roma.

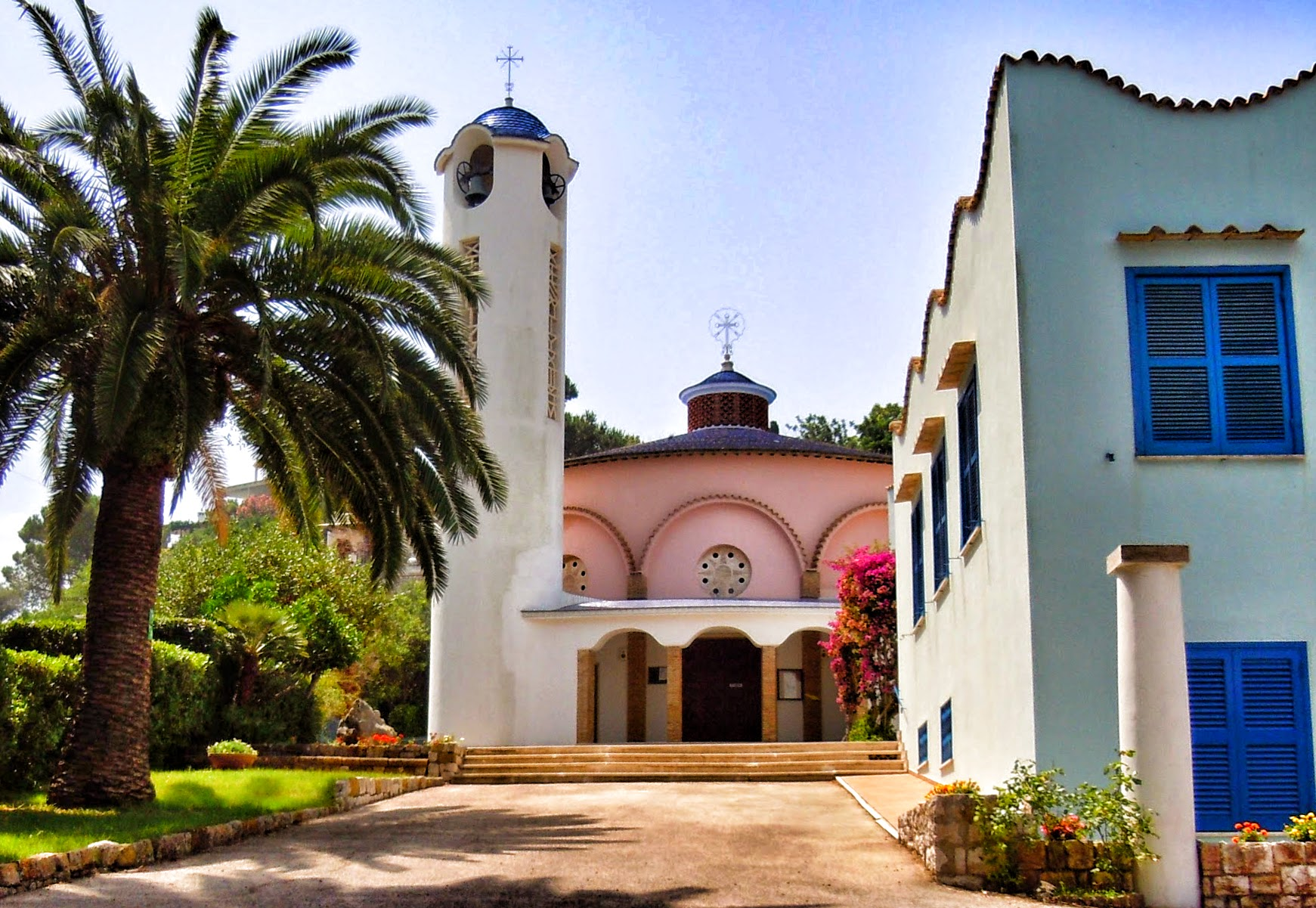
Chiesa e casa dell'Immacolata a San Felice Circeo

Alla fine del 2008 la congregazione contava 21 religiose in 3 case.